# Dictyanthus stapeliiflorus
Dictyanthus stapeliiflorus là một loài thực vật có hoa trong họ La bố ma. Loài này được Rchb. mô tả khoa học đầu tiên năm 1850.